# محوطه تمب کنارو ۱
محوطه تمب کنارو ۱ در شهرستان لامرد، بخش اشکنان، روستای رکن آباد واقع شده و این اثر در تاریخ ۲۴ تیر ۱۳۸۲ با شمارهٔ ثبت ۹۲۲۷ به‌عنوان یکی از آثار ملی ایران به ثبت رسیده است.